# José María Orue
Orue  Aranguren est un nom espagnol. Le premier nom de famille, en général paternel, est Orue ; le second, en général maternel, souvent omis, est Aranguren.
José María Orue, né le 17 mars 1931 à Bilbao en Espagne et mort le 30 juin 2007 dans la même commune, est un footballeur international espagnol qui occupe le poste d'arrière-droit. Fidèle à l'Athletic Bilbao durant l'ensemble de sa carrière à l'exception d'une année au Baracaldo Altos Hornos, il compte 3 sélections avec l'équipe d'Espagne.

## Carrière de joueur

### En club
José María Orue dispute son premier match de Primera División le 31 décembre 1950 lors d'un déplacement de l'Athletic Bilbao sur le terrain de l'Atlético de Madrid qui se solde par une victoire madrilène 2-0. Champion d'Espagne en 1956, c'est lors de cette saison qu'Orue inscrit le seul but de sa carrière. Le 1er janvier 1956, il inscrit le but qui offre la victoire contre le Deportivo Alavés (3-2) lors de la quatorzième journée du championnat,. Orue remporte également trois coupes d'Espagne, en 1955 face au Séville FC, en 1956 face à l'Atlético de Madrid et en 1958 face au Real Madrid. Lors de la finale de 1958 disputée au stade Santiago-Bernabéu de Madrid, stade du club merengue, l'Athletic Bilbao réussit la performance de dominer le triple champion d'Europe en titre et champion d'Espagne et s'impose 2-0. Ce match rentre dans l'histoire de Bilbao comme étant la victoire du Once Aldeanos. Il dispute son dernier match de championnat en janvier 1968 et un hommage lui est rendu par son club en mai 1971 lors d'un match contre le club anglais de West Bromwich Albion.

### En sélection
La première sélection en équipe nationale de José María Orue a lieu le 8 novembre 1953 lors de la réception au stade San Mamés de Bilbao de la Suède, un match qui se solde par un match nul 2-2. Sa dernière sélection avec la Roja se déroule le 10 mars 1957 lors de la réception à Madrid de la Suisse, une rencontre comptant pour le tour préliminaire à la Coupe du monde 1958. Cette rencontre se conclut par un nul 2-2. Ses trois sélections en équipe nationale se soldent par une victoire et deux matchs nuls.
Il dispute également un match avec l'équipe d'Espagne B le 13 mars 1955 face à la Grèce B pour une victoire espagnole 7-1.

### Après-carrière
José María Orue, atteint d'une insuffisance cardiaque, meurt le 30 juin 2007. Au moment de sa mort, il est le quatrième joueur ayant disputé le plus de rencontres sous les couleurs de l'Athletic Bilbao derrière José Ángel Iribar, Txetxu Rojo et Piru Gaínza.

## Palmarès
Orue obtient l'essentiel de son palmarès de joueur lorsqu'il évolue à l'Athletic Bilbao. Il remporte en 1955, 1956 et 1958 la Coupe d'Espagne et en est finaliste en 1953, 1966 et 1967. Il est également champion d'Espagne en 1956. Il est finaliste de la Coupe Latine en 1956.

## Statistiques
Le tableau ci-dessous résume les statistiques en match officiel de José María Orue durant sa carrière de joueur professionnel,.
| Saison                | Club                   | Championnat           | Championnat | Championnat | Coupe(s) nationale(s) | Coupe(s) nationale(s) | Compétition(s) continentale(s) | Compétition(s) continentale(s) | Compétition(s) continentale(s) | Sélection | Sélection | Sélection | Total | Total |
| Saison                | Club                   | Division              | M.          | B.          | M.                    | B.                    | Comp.                          | M.                             | B.                             | Équipe    | M.        | B.        | M.    | B.    |
| 1950-1951             | Athletic Bilbao        | Primera División      | 1           | 0           | 1                     | 0                     | -                              | -                              | -                              | -         | -         | -         | 2     | 0     |
| 1951-1952             | Baracaldo Altos Hornos | Segunda División      | 30          | 0           | -                     | -                     | -                              | -                              | -                              | -         | -         | -         | 30    | 0     |
| 1952-1953             | Athletic Bilbao        | Primera División      | 21          | 0           | 7                     | 0                     | -                              | -                              | -                              | -         | -         | -         | 28    | 0     |
| 1953-1954             | Athletic Bilbao        | Primera División      | 28          | 0           | 5                     | 0                     | -                              | -                              | -                              | Espagne   | 1         | 0         | 34    | 0     |
| 1954-1955             | Athletic Bilbao        | Primera División      | 30          | 0           | 7                     | 0                     | -                              | -                              | -                              | Espagne B | 1         | 0         | 38    | 0     |
| 1955-1956             | Athletic Bilbao        | Primera División      | 29          | 1           | 6                     | 0                     | CL                             | 2                              | 0                              | -         | -         | -         | 37    | 1     |
| 1956-1957             | Athletic Bilbao        | Primera División      | 27          | 0           | 2                     | 0                     | C1                             | 6                              | 0                              | Espagne   | 2         | 0         | 37    | 0     |
| 1957-1958             | Athletic Bilbao        | Primera División      | 26          | 0           | 7                     | 0                     | -                              | -                              | -                              | -         | -         | -         | 33    | 0     |
| 1958-1959             | Athletic Bilbao        | Primera División      | 29          | 0           | 3                     | 0                     | -                              | -                              | -                              | -         | -         | -         | 32    | 0     |
| 1959-1960             | Athletic Bilbao        | Primera División      | 24          | 0           | 5                     | 0                     | -                              | -                              | -                              | -         | -         | -         | 29    | 0     |
| 1960-1961             | Athletic Bilbao        | Primera División      | 19          | 0           | 2                     | 0                     | -                              | -                              | -                              | -         | -         | -         | 21    | 0     |
| 1961-1962             | Athletic Bilbao        | Primera División      | 24          | 0           | 6                     | 0                     | -                              | -                              | -                              | -         | -         | -         | 30    | 0     |
| 1962-1963             | Athletic Bilbao        | Primera División      | 30          | 0           | -                     | -                     | -                              | -                              | -                              | -         | -         | -         | 30    | 0     |
| 1963-1964             | Athletic Bilbao        | Primera División      | 27          | 0           | 2                     | 0                     | -                              | -                              | -                              | -         | -         | -         | 29    | 0     |
| 1964-1965             | Athletic Bilbao        | Primera División      | 26          | 0           | 7                     | 0                     | C3                             | 9                              | 0                              | -         | -         | -         | 42    | 0     |
| 1965-1966             | Athletic Bilbao        | Primera División      | 26          | 0           | 5                     | 0                     | -                              | -                              | -                              | -         | -         | -         | 31    | 0     |
| 1966-1967             | Athletic Bilbao        | Primera División      | 21          | 0           | 9                     | 0                     | C3                             | 1                              | 0                              | -         | -         | -         | 31    | 0     |
| 1967-1968             | Athletic Bilbao        | Primera División      | 3           | 0           | -                     | -                     | -                              | -                              | -                              | -         | -         | -         | 3     | 0     |
| Total sur la carrière | Total sur la carrière  | Total sur la carrière | 421         | 1           | 74                    | 0                     | -                              | 18                             | 0                              | -         | 4         | 0         | 517   | 1     |